# Georg Wasastjerna
Georg Axel Wasastjerna, född 23 april 1865 i Tavastehus, död 1 december 1915 i Helsingfors, var en finländsk arkitekt. 
Wasastjerna utmärkte sig som nyrenässansarkitekt i Helsingfors, där han medverkade i flera av Theodor Höijers projekt, bland annat beträffande brandkårens hus och det numera rivna Norrménska palatset. Han var från 1894 anställd vid Överstyrelsen för allmänna byggnaderna och ritade där bland annat överstyrelsens och lantmäteristyrelsens hus vid Fredsgatan 4 i Kronohagen (1914). Han drev även en arkitektbyrå tillsammans  med Werner Polón från 1897 till sin död. De ritade tillsammans bland annat Kronbergsgatan 3 och Köpmansgatan 9–11 på Skatudden samt byggnaderna vid Lönnrotsgatan 7 och Kalevagatan 7 och 16.